# 楊遜
楊遜（1456年—？），字宗讓，湖廣襄陽府均州人，民籍，明朝政治人物。

## 生平
成化十三年（1477年）丁酉科湖廣鄉試第七十三名舉人，弘治六年（1493年）中式癸丑科會試第六十四名，三甲第五十九名進士。授南京陝西道監察御史，出為淮安府知府，正德元年（1506年）九月遭監察御史李熙論劾後降調。

## 家族
曾祖楊景雲；祖父楊友才，贈知州；父楊忠，東平州知州。母靳氏（封安人）。永感下。